# Campus Ait Melloul
Campus Universitaire Ait Melloul (CUAM) est un pôle universitaire marocain dans la ville d'Aït Melloul. Le pôle est affilié à l'Université d'Ibn Zohr d'Agadir.

## Création
Le campus universitaire Aït Melloul a été créé en 2015 . 

## Composition
Le campus est composé de trois établissements : 
- Faculté des sciences juridiques, économiques et sociales
- Faculté des Langues, Arts et Sciences Humaines
- Faculté des Sciences Appliquées.